# 興發鋁業
興發鋁業控股有限公司（港交所：98）是一間中國鋁材生產商，主要生產建築及工業鋁型材。興發鋁業成立於1984年，公司總部設於廣東省佛山市。
興發鋁業於2008年3月以每股2.28元在香港交易所上市。2011年7月，廣東省國資委旗下廣新控股以2.58億元購入興發鋁業29.42%股權。

2017年5月16日，該公司在股東大會上，有關提出私有化不獲通過。
2018年4月16日，興發鋁業委任獨立非執行董事何君堯出任薪酬委員會主席及提名委員會成員。

## 外部連結
- 興發鋁業公司網站 （页面存档备份，存于）